# Lopon Khenpo Sonam Tenphel
Lopon Khenpo Sonam Tenphel (né à Rekhe dans le Kham, 18 juillet 1974) est un moine nyingmapa et un député tibétain. 

## Biographie

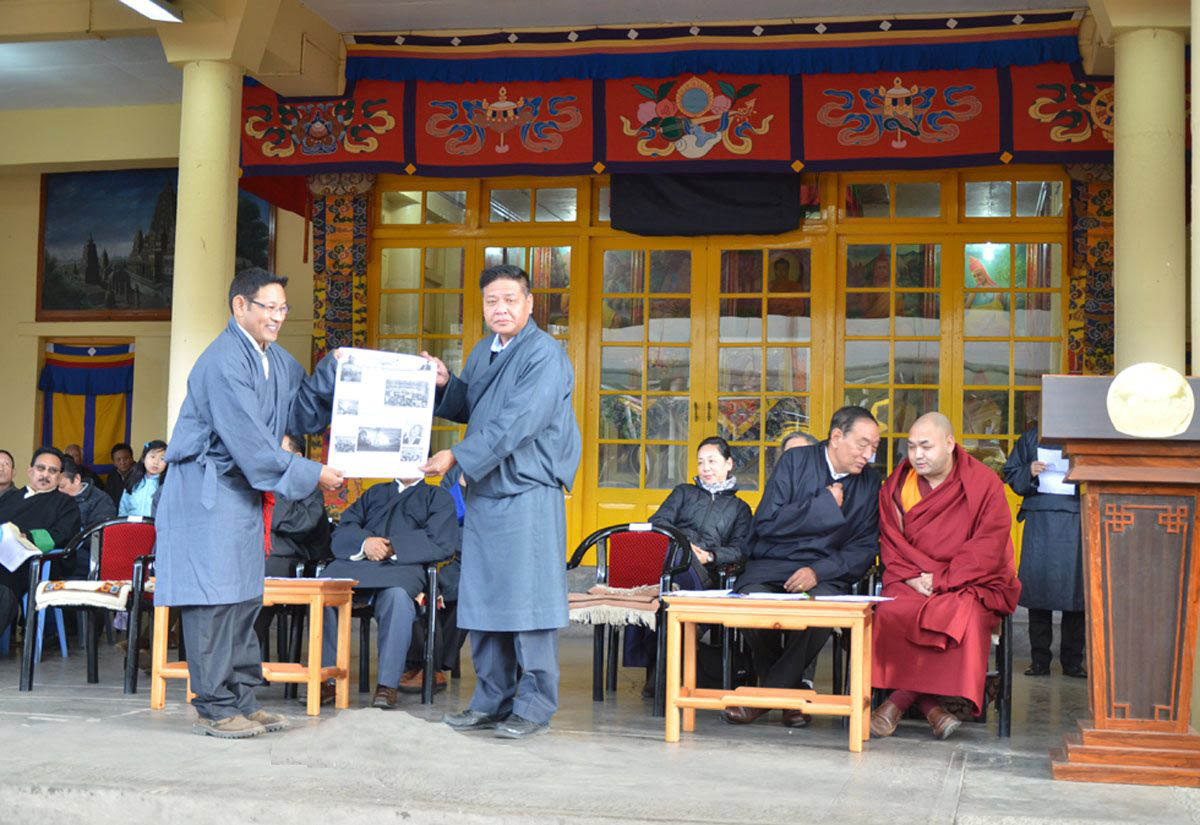
Khenpo Sonam Tenphel en discussion avec Pema Chinnjor, au second plan, lors de la lancée du journal Tibet Post le 10 décembre 2012

Sonam Tenphel est né en 1974 à Rekhe dans la partie du Kham intégrée à la région autonome du Tibet. À l'âge de 13 ans, il rejoint le monastère Nari Tashi Choeling et reçoit les enseignements bouddhistes préliminaires, méditations, rituels. En 1993, il est parti en exil et a obtenu une audience avec le 14e dalaï-lama. Après cela, il a rejoint le monastère de Namdroling en Inde du Sud et reçoit les enseignements bouddhistes des soutra et des tantra et obtient le diplôme de Lopon. Il a également été professeur assistant, puis enseignant dans le monastère. Nommé par Kyabjé Drubwang Penor Rinpoché, il a été maître de discipline au monastère pendant trois ans. Il a été élu à la 14e Assemblée tibétaine du Parlement tibétain en exil et fut re-élu à la 15e. et à la 16e Assemblée. Il est actuellement président du Parlement.